# 平盛街道 (哈尔滨市)
平盛街道是中华人民共和国黑龙江省哈尔滨市平房区下辖的一个街道办事处。

## 行政区划
平盛街道下辖以下村级行政区划单位：
碧桂园社区、宇光社区、万达社区、东福村、高潮村、韩祯村。